# Remus Comăneanu
Remus Comăneanu (n. 16 octombrie 1888, Craiova, România – d. 27 august 1963, Craiova, România) a fost un actor român de teatru și film, distins cu titlul de artist al poporului.

## Biografie
A fost actor la Teatrul Național din București și apoi la Teatrul Național din Craiova. A îndeplinit cu delegație, alături de Romald Bulfinsky, funcția de director al Teatrului Național din Craiova în perioada 1947–1948.
În cursul carierei sale îndelungate, Remus Comăneanu a interpretat un număr mare de roluri din dramaturgia românească și internațională, printre care pastorul Chasuble din Bunbury de Oscar Wilde, Alcibiade din Sfârșitul pământului de Victor Eftimiu și preotul Găman din Ultima generație de Florin Vasiliu și Vasile Nițulescu ș.a.
A decedat în august 1963.

## Filmografie
- Cetatea Neamțului (1913) - Potoțki
- Telegrame (1960)

## Distincții
- Ordinul Steaua României în grad de Cavaler (25 martie 1926)[4]
- Ordinul Muncii clasa a III-a (19 aprilie 1952) „pentru munca depusă cu ocazia «Centenarului Caragiale»”[5]
- Ordinul Muncii clasa a III-a (23 ianuarie 1953) „pentru merite deosebite, pentru realizări valoroase în artă și pentru activitate merituoasă”[6]
- titlul de Artist Emerit al Republicii Populare Române (28 ianuarie 1954) „cu ocazia împlinirii a cinci ani de activitate a Teatrului de Stat din Timișoara, Teatrului Maghiar de Stat din Cluj, Teatrului de Stat din Sibiu, Teatrului Secuesc de Stat din Tg. Mureș, Teatrului de Stat din Orașul Stalin, Teatrului Evreesc de Stat din București și pentru merite deosebite în activitatea artistică”[7]
- Ordinul Muncii clasa I (18 noiembrie 1955) „cu prilejul sărbătoririi centenarului Teatrului Național din Craiova”[8]
- titlul de Artist al poporului din Republica Populară Romînă[9][10] (30 martie 1957) „cu prilejul împlinirii a 50 de ani de activitate teatrală și pentru merite deosebite în această activitate”[11]